# Ennio Zelioli-Lanzini

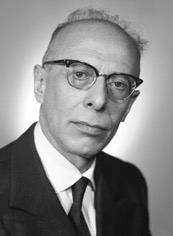
Ennio Zelioli-Lanzini

Ennio Zelioli-Lanzini (ital. Ausspr.ⓘ) (* 8. Februar 1899 in San Giovanni in Croce, Provinz Cremona; † 8. Februar 1976 in Cremona) war ein italienischer Politiker der Partito Popolare Italiano sowie der Democrazia Cristiana.

## Leben
Der Sohn eines Grundschullehrers verbrachte seine Kindheit in Bobbio und leistete während des Ersten Weltkrieges seinen Militärdienst. Im Anschluss studierte er Rechtswissenschaft an der Universität Pavia, schloss dieses Studium 1921 ab und war anschließend als Rechtsanwalt tätig. Als Anhänger der zwischen 1919 und 1926 bestehenden Partito Popolare Italiano war er ein Gegner des Faschismus und des in Cremona tätigen faschistischen Politiker Roberto Farinacci.
In den 1920er Jahren engagierte er sich in der katholischen Jugendbewegung und wird 1927 Präsident der katholischen Laienbewegung Katholische Aktion ( Gioventù Cattolica) in der Lombardei. 1931 erfolgte seine Wahl zum Präsidenten der Föderation der katholischen Universitäten Italiens (Federazione Universitaria Cattolica Italiana) sowie 1943 zum Präsidenten der Kirchlichen Bewegung für kulturelles Engagement (Movimento Ecclesiale di Impegno Culturale). Am 8. September 1943 gehörte er zu den Mitgründern des Comitato di Liberazione Nazionale, wird jedoch wegen seines Engagements in der Folgezeit immer wieder von den Faschisten festgenommen.
Nach dem Zweiten Weltkrieg setzte er sein politisches Engagement in der Democrazia Cristiana fort und gehörte auch zu den Mitgründern der Christlichen Arbeitnehmerbewegung Italiens (Associazioni Cristiane dei Lavoratori Italiani).
Zelioli-Lanzini wurde am 8. Mai 1948 erstmals zum Mitglied in den Senato della Repubblica (Senat) gewählt, dem er über fünf Legislaturperioden bis zum 24. Mai 1972 angehörte.
Während der Amtszeit von Ministerpräsident Antonio Segni war er zwischen Juli 1955 und Mai 1957 Unterstaatssekretär beim Ministerpräsidenten. Im Oktober 1960 wurde er zum Vize-Präsidenten des Senats gewählt und damit zum Vertreter von Cesare Merzagora, insbesondere als dieser 10. August bis zum 29. Dezember 1964 amtierender Präsident der Italienischen Republik war. Am 8. November 1967 wurde er schließlich Nachfolger Merzagoras als Senatspräsident und übte dieses Amt bis zum 4. Juni 1968 aus.
Am 24. Juni 1968 berief ihn Ministerpräsident Giovanni Leone zum Gesundheitsminister Italiens und war als solcher bis zum 12. Dezember 1968 im Amt. Nach seinem Ausscheiden aus dem Senat im Mai 1972 zog er sich aus dem politischen Leben zurück.